# 흐름 기반 생성 모델
흐름 기반 생성 모델(flow-based generative model)은 기계 학습에서 사용되는 생성 모델로, 정규화 흐름(normalizing flow)을 활용하여 확률 분포를 명시적으로 모델링한다. 정규화 흐름은 변수 변화 법칙을 이용하여 단순한 분포를 복잡한 분포로 변환하는 통계적 방법이다.
가능성을 직접 모델링하는 것은 많은 장점을 제공한다. 예를 들어, 음의 로그 가능도를 손실 함수로 직접 계산하고 최소화할 수 있다. 또한, 초기 분포에서 샘플링하고 흐름 변환을 적용하여 새로운 샘플을 생성할 수 있다.
반대로, 변분 오토인코더(VAE) 및 생성적 적대 신경망과 같은 많은 대안적인 생성 모델링 방법은 가능도 함수를 명시적으로 표현하지 않는다.